# Audinghen
Audinghen é uma comuna francesa na região administrativa de Altos da França, no departamento de Pas-de-Calais. Estende-se por uma área de 13,09 km². Em 2010 a comuna tinha 592 habitantes (densidade: 45,2 hab./km²).